# Unión Patriótica (Uruguay)
La Unión Patriótica Salvadora de la Democracia fue un partido político uruguayo de efímera vida.
Fundado por el militar y abogado Néstor Bolentini, tenía una clara impronta anticomunista. Pretendía presentar una nueva opción, diferente a las de los partidos tradicionales, que durante la dictadura no habían presentado ningún cambio sustancial, rescatando algunas de las ideas del Proceso Cívico Militar (con este nombre se autodenominó la dictadura uruguaya de 1973-1985).
La muerte prematura de Bolentini hizo naufragar este proyecto político, que obtuvo apenas algo más de 300 votos en las elecciones de noviembre de 1984.